# A314高速公路
A314高速公路是法国的一条高速公路，始于A4-A314枢纽，终于梅斯，与A4、A315高速相连。A314南北走向，于1984年建成通车，全长1千米。该高速也是欧洲E25、E50公路的一部分。